# MF Rogalin
MF Rogalin (wcześniej MF Aallotar) – prom pasażersko-samochodowy  zbudowany w 1972 roku we Francji, dla armatora Silja Line. Bliźniaczy statek pływał u tego samego armatora pod nazwą MF Regina.

## Charakterystyka
Statek o pojemności 984 miejsc pasażerskich, w tym 438 miejsc kabinowych (3 klasy) oraz 60 miejsc na tzw. fotelach lotniczych. Na dwupoziomowy pokład samochodowy zabierał do 147 samochodów osobowych ładowanych przez furtę dziobową i rufową. Obsługę gastronomiczną zapewniały: restauracja, cafeteria oraz bary – kawiarnia, pub, night club, sauna bar. Do dyspozycji pasażerów były również: basen wraz z sauną, salon fryzjerski, pokój zabaw dziecięcych, sala konferencyjna, kasyno oraz sklepy wolnocłowe. Komfort podróży zapewniały aktywne stabilizatory przechyłów.Z uwagi na rozkład i różnorodność pomieszczeń oraz wystrój wewnętrzny lubiany przez pasażerów, ceniony również przez załogi ze względu na funkcjonalność, ergonomię, warunki socjalne. W latach osiemdziesiątych XX wieku był (nieoficjalnie) statkiem flagowym PŻB. Swoją karierę zakończył w 2003 roku, sprzedany do Indii na złom.

## Historia statku
- 1972–1978 Aallotar Silja Line
- 1978–1983 Rogalin PŻB
- 1983 Edda Farskip (czarter islandzki)
- 1983–1987 Rogalin PŻB
- 1987 Celtic Pride Swansea Cork Ferries (czarter irlandzki)
- 1987–1988 Rogalin PŻB
- 1988 Celtic Pride Swansea Cork Ferries (czarter irlandzki)
- 1988–1991 Rogalin PŻB
- 1991–1992 Celtic Pride Swansea Cork Ferries (czarter irlandzki)
- 1992–1999 Rogalin PŻB
- 1999–2003 Rogalin Polferries (PŻB)
- 2003 złomowany w Indiach

## U polskiego armatora
Od 1978 do 1999 roku pływał w PŻB pod banderą polską, a po 1999 roku w Polferries (PŻB) pod banderą Wysp Bahama, obsługując m.in. linie:
- Świnoujście – Ystad (Rønne)
- Świnoujście – Malmö
- Gdańsk – Oxelösund
- Gdańsk – Nynäshamn
- Gdańsk – Helsinki
- Gdańsk (Świnoujście) – Travemünde
- Travemünde – Gdańsk – Ryga
- Świnoujście (Gdańsk) – Kopenhaga

Wykonywał też rejsy wycieczkowe m.in. do: Helsinek, Sztokholmu, Göteborga, Kopenhagi, Travemünde, Leningradu (ZSRR).
W 1978 r. był jednym z miejsc akcji w serialu 07 zgłoś się (odcinek Złoty kielich z rubinami).
Wyczarterowywany do obcych armatorów, pływał na liniach:
- Bremerhaven – Reykjavík (czarter islandzki)
- Cork – Swansea (czarter irlandzki)
- Cork – Roscoff (w sezonie letnim, lata 1997 i 1998 – czarter irlandzki)

W roku 1999 ze względów ekonomicznych armator (PŻB) zmienił banderę z polskiej na Wysp Bahama.